# Cohors I Pannoniorum (Aegyptus)
Die Cohors I Pannoniorum (deutsch 1. Kohorte der Pannonier) war eine römische Auxiliareinheit. Sie ist durch Militärdiplome, Inschriften, einen Papyrus und die Notitia dignitatum belegt. In dem Militärdiplom von 179, dem Papyrus und der Notitia dignitatum wird die Einheit als Cohors I Augusta Pannoniorum bezeichnet.

## Namensbestandteile
- Cohors: Die Kohorte war eine Infanterieeinheit der Auxiliartruppen in der römischen Armee.

- I: Die römische Zahl steht für die Ordnungszahl die erste (lateinisch prima). Daher wird der Name dieser Militäreinheit als Cohors prima .. ausgesprochen.

- Augusta: die Augusteische. Die Ehrenbezeichnung bezieht sich auf Augustus.

- Pannoniorum: der Pannonier. Die Soldaten der Kohorte wurden bei Aufstellung der Einheit aus den verschiedenen Stämmen der Pannonier auf dem Gebiet der römischen Provinz Pannonia rekrutiert.

Da es keine Hinweise auf die Namenszusätze milliaria (1000 Mann) und equitata (teilberitten) gibt, ist davon auszugehen, dass es sich um eine Cohors quingenaria peditata, eine reine Infanterie-Kohorte, handelt. Die Sollstärke der Einheit lag bei 480 Mann, bestehend aus 6 Centurien mit jeweils 80 Mann.

## Geschichte
Die Kohorte war in der Provinz Aegyptus stationiert. Sie ist auf Militärdiplomen für die Jahre 83 bis 206 n. Chr. aufgeführt.
Der erste Nachweis der Einheit in der Provinz Aegyptus beruht auf einem Diplom, das auf 83 datiert ist. In dem Diplom wird die Kohorte als Teil der Truppen (siehe Römische Streitkräfte in Aegyptus) aufgeführt, die in der Provinz stationiert waren. Weitere Diplome, die auf 105 bis 206 datiert sind, belegen die Einheit in derselben Provinz.
Letztmals erwähnt wird die Einheit in der Notitia dignitatum mit der Bezeichnung Cohors prima Augusta Pannoniorum für den Standort Tohu. Sie war Teil der Truppen, die dem Oberkommando des Comes limitis Aegypti unterstanden.

## Standorte
Standorte der Kohorte in Aegyptus waren möglicherweise:
| - Alexandria: Durch einen Papyrus ist belegt, dass sich Angehörige der Einheit am 26. Mai 267 hier aufhielten. | - Tohu: Die Einheit wird in der Notitia dignitatum für diesen Standort aufgeführt. |

## Angehörige der Kohorte
Folgende Angehörige der Kohorte sind bekannt:
| - Gaius Trebius Iunianus, ein Präfekt | - Aemilius Iuncus, ein Präfekt |